# Список воевод Рязани
В описях и разрядных книгах город пишется: Переславль-Рязанский, Переславль, Переславль-Резанский, Переславль-Рязанский, Резань, а также в документах XVII века пишется под названием: «Рязанские города», и «На Рязани».

## Наместники
Князь-наместник отвечал за управление на местах, в частности правил уездами.
- 1527—1529 Кашин-Оболенский, Александр Васильевич — наместник
- 1529 Кутузов, Фёдор Юрьевич Щука — 1-й наместник
- 1534 Микулинский, Семён Иванович — 1-й наместник и воевода
- 1534 Ряполовский, Иван Фёдорович Тать — третный наместник
- 1536—1537 Ряполовский, Иван Фёдорович Тать — воевода в Рязани за городом, наместник трети Рязанской
- 1550 Александр Иванович (князь воротынский) — наместник и 1-й воевода
- 1584—1587 Хворостинин, Дмитрий Иванович — наместник

## Воеводы
- XII век Евпатий Коловрат
- 1512 Кутузов, Фёдор Юрьевич Щука — 2-й воевода
- 1521 Бутурлин, Андрей Никитич — воевода
- 1527 Кутузов, Фёдор Юрьевич Щука — 2-й воевода
- 1534 Татев, Фёдор Иванович — воевода
- 1543 Куракин, Пётр Андреевич — 1-й воевода
- 1565 Голицын, Иван Юрьевич — 1-й вылазной воевода
- 1569? Плещеев, Дмитрий Григорьевич — воевода
- 1581—1582 Вельяминов-Зернов, Юрий Иванович — воевода
- 1584 Засекин, Василий Фёдорович — 1-й воевода.
- 1584 Биркин, Василий Григорьевич — 2-й воевода
- 1584 Андрей Дашков — голова на Старой Рязани
- 1585 Бутурлин, Ефим Варфоломеевич — 1-й воевода в передовом полку
- 1585 Засекин, Александр Фёдорович — 2-й воевода в большом полку
- 1585 Биркин, Родион Петрович — 2-й воевода в передовом полку
- 1585 Звенигородский, Семён Григорьевич — 1-й воевода в сторожевом полку
- 1585 Вердеревский, Василий Никитич — 2-й воевода в сторожевом полку
- 1589 Бахтеяров-Ростовский, Владимир Иванович — воевода
- 1591 Сабуров, Семён Васильевич — 1-й воевода
- 1591 Гагарин, Семён Семёнович — 2-й воевода[1]
- 1593 Репнин, Александр Андреевич — воевода
- 1597 Сотницын, Пётр Иванович - воевода
- 1598 Салтыков, Михаил Глебович — 1-й воевода
- 1600 Басманов, Иван Фёдорович — 1-й воевода
- 1600 Милюков, Долмат Иванович — 2-й воевода
- 1601 Вельяминов-Зернов, Пётр Дмитриевич — воевода
- 1602 Милюков, Долмат Иванович — 2-й воевода
- 1602 Лыков, Фёдор Иванович — 1-й воевода
- 1603 Хованский, Иван Андреевич Большой — 1-й воевода
- 1603 Каркодинов, Гаврил Семёнович — 1-й воевода
- 1604 Бутурлин, Ефим Варфоломеевич — воевода
- 1605 Андреев, Пётр Фёдорович — 1-й воевода
- 1605 Ушаков, Осьмой — подьячий, 2-й воевода
- 1608 Булгаков-Денисьев, Фёдор Юрьевич — воевода
- 1608—1609 Сумбулов, Григорий Фёдорович — воевода
- 1611 Ляпунов, Прокопий Петрович
- 1612—1613 Вельяминов-Зернов, Мирон Андреевич
- 1614 Лыков, Фёдор Иванович — 1-й воевода
- 1614 Ододуров, Иван (Иванисъ) Григорьевич — 2-й воевода
- 1614 Бохин, Алексей — 3-й воевода, дьяк
- 1615—1616 Барятинский, Фёдор Петрович Борец — 1-й воевода
- 1615—1616 Милославский, Михайло — 2-й воевода, дьяк
- 1616 Колтовской, Иван Александрович — 1-й воевода
- 1617 Туренин, Василий Иванович — воевода, стольник
- 1618—1619 Хворостинин, Иван Андреевич — 1-й воевода
- 1618—1619 Порошин, Фёдор — 2-й воевода, подьячий
- 1619 Прозоровский, Семён Васильевич — 1-й воевода, стольник
- 1619 Чевкин, Василий Петрович — 2-й воевода
- 1620—1621 Барятинский, Фёдор Петрович Борец — 2-й воевода
- 1622 Бутурлин, Михаил Матвеевич — воевода
- 1625 Репнин, Пётр Александрович — воевода
- 1625 Волконский, Иван Фёдорович Чермный
- 1626 Егупов-Черкасский, Никита Иванович — воевода
- 1626 Щетинин, Михаил Васильевич — воевода, князь
- 1626—1627 Волконский, Иван Фёдорович Чермный — воевода, князь
- 1627 Татев, Фёдор Борисович — 1-й воевода, стольник, князь
- 1627 Чевкин, Василие Петрович — 2-й воевода
- 1629—1630 Сонцов-Засекин, Андрей Иванович — 1-й воевода, князь
- 1629—1630 Благово, Иван Степанович — 2-й воевода
- 1630 Ширин, Андрей Иванович — 1-й воевода
- 1630 Корноухов, Алексей — 2-й воевода, подьячий
- 1633 Козловский, Афанасий Григорьевич — 1-й воевода, князь
- 1633 Беглецов, Никита — 2-й воевода
- 1633 Щетинин, Михаил Васильевич — воевода, князь (с 23 октября)
- 1637—1639 Колтовский, Иван Семёнович
- 1639—1641 Можаров, Иван Иванович
- 1639 Репнин, Пётр Александрович — полковой воевода
- 1640 Волконский, Пётр Фёдорович — воевода
- 1641 Морозов, Глеб Иванович — 1-й воевода
- 1641 Шеховской, Григорий Фёдорович, князь
- 1644 Овцын, Дмитрий Михайлович
- 1644—1645 Пожарский, Семён Романович — воевода
- 1646 Нарбеков, Богдан Фёдорович
- 1647 Козловский, Григорий Афанасьевич — воевода
- 1648 Пожарский, Иван Дмитриевич — воевода
- 1648—1649 Огарев, Григорий Кириллович
- 1651 Дурново, Савин Константинович
- 1651—1652 Мусин-Пушкин, Иван Григорьевич
- 1653 Приимков-Ростовский, Иван Наумович (Богданович) — воевода
- 1658 Наумов, Фёдор Васильевич
- 1659 Вердеревской, Михаил Петрович
- 1661 Крапоткин, Василий Васильевич — воевода, стольник, князь
- 1664—1665 Вердеревской, Михаил Петрович — воевода, стольник
- 1668—1669 Горчаков, Алексей Данилович — воевода, князь
- 1671 Дмитриев, Михаил Михайлович — воевода, стольник
- 1671—1672 Денисьев, Лаврентий — воевода (октябрь-январь)
- 1674 Дмитриев, Михаил Михайлович
- 1674 Львов, Иван Иванович Кривой — воевода, князь (по прозванию Ломонос)
- 1677—1679 Ляпунов, Григорий Васильевич — воевода, стольник
- 1692 Философов, Матвей Фёдорович — воевода, стольник